# ガボン航空惨事
ガボン航空惨事（ガボンこうくうさんじ、英語: Gabon Air Disaster）は、1993年4月27日にサッカーザンビア代表の選手らを乗せたザンビア空軍の輸送機がガボンの首都リーブルヴィルの空港を離陸直後に大西洋上に墜落した航空事故である。この事故により乗客と乗員あわせて30人全員が死亡した。ザンビアの悲劇やガボンの惨事とも呼ばれる。

## 背景

### ザンビア情勢
1964年10月24日に独立したザンビアはケネス・カウンダ大統領の下、1969年に国の経済活動の基盤となる銅鉱業の国有化に乗り出し外資系企業の株式の過半数を取得して新たに2社の鉱山会社として再編し、2社を国営鉱業開発公社の傘下に置いた。銅の国際価格が世界的に高水準を維持していたことを受けてザンビア経済は活況を呈し、1960年代後半から1970年代前半にかけて年平均経済成長率は10.6%を記録した。カウンダ大統領は好況を背景にサッカー代表チームの強化を命じ、国営鉱山会社から賄われる強化費や給与によって選手の多くは生活が保障された。彼らはカウンダ大統領のイニシャルに因んで「KKイレブン」と呼ばれていた。
一方、1970年代半ばに入ると銅価格の暴落や石油危機などにより経済成長率が低下。1980年代に入った後も経済状況は改善せず、国民の不満は高まりを見せていた。カウンダ大統領は1991年に従来の一党制支配から複数政党制に移行し総選挙を実施する事を発表。10月の大統領選挙で対立候補のフレデリック・チルバに大差で敗れ職務から退いた。チルバ政権の下では国営企業の民営化や公務員数の削減などの経済政策が進められていた。

### ザンビア代表
ザンビア代表はアフリカの強豪チームの一つで、1988年のソウルオリンピックではグループリーグでイタリア代表やグアテマラ代表を破りグループリーグ首位で準々決勝進出を果たした。準々決勝では西ドイツに敗れたものの、この大会での活躍はザンビア代表の存在を世界中にアピールしアルジェリアやモロッコやカメルーンに次ぐアフリカの新勢力として認知された。その中でもイタリア戦でのハットトリックを含め6得点を挙げたエースストライカーのカルシャ・ブワルヤは同年にアフリカ年間最優秀選手賞を受賞し、翌1989年にオランダのPSVアイントホーフェンへ移籍した。
一方、チルバ政権による経済政策の転換により国営鉱山会社からの資金援助が受けられなくなり、慢性的に資金難の状態にあったザンビアサッカー協会の下では選手の待遇も劣化し、遠征費費用の捻出が困難な場合はザンビア空軍に依頼し老朽化した軍用機を借受けて遠征するほかなかった。
1992年から始まった1994 FIFAワールドカップ・アフリカ予選では1次予選H組で1位となり最終予選進出を果たし、1993年4月から始まる最終予選ではモロッコ代表とセネガル代表と同じグループとなった。3チームでホームアンドアウェイ方式のリーグ戦が行われ、1位で勝ち抜いたチームが翌年にアメリカ合衆国で開催されるワールドカップへ出場することになっていた。

## 経緯

AF-319機の飛行ルート

デ・ハビランド・カナダ社製のDHC-5 バッファロー型機AF-319は1975年に初飛行を行ったが1992年12月21日から1993年4月21日までの5ヵ月間、機体は使用されていなかった。セネガルに向けて出発前の4月22日と 4月26日に試験飛行が行われた際にエンジン内部の数箇所に異常が発見されたが、飛行は予定通りに行われた。
一行は1993年5月2日にセネガルのダカールで行われるセネガル代表戦に出場する為、首都のルサカからザンビア空軍に所属する同機に乗り一路、セネガルへと向かった。その際、コンゴ共和国のブラザヴィル、ガボンのリーブルヴィル、コートジボワールのアビジャンの3か所で給油を行い目的地へ向かう予定だった。なお、コンゴ共和国側から軍用機が領空に侵入することについて難色を示されたため、飛行ルートを変更して直接ガボンへと向かったとする資料もある。
2つ目の給油地であるリーブルヴィルの国際空港で給油と休憩を済ませ1時間45分後の22時44分に離陸した。その数分後に左エンジンが故障し機体は推進力を失いリーブルヴィル空港の沖合500mの地点に墜落した。この事故によりザンビア代表の選手18人と監督とスタッフ、乗組員5人の合計30人全員が死亡した。
AF-319は軍用機であるため交信内容や飛行状況を記録するブラックボックスが設置されておらず、ガボン空軍による調査は難航した。リーブルヴィル国際空港の航空管制官と事故機との交信内容に異常を知らせるものはなく、事故機を操縦した経験のあるザンビア空軍のパイロットや製造元のデハビラント社も事故機に問題はなかったと主張した。
2003年11月にガボン国防省による調査結果が公表され、AF-319機の左エンジンの欠陥を批難する内容となった。事故の直接原因としては、機体の状態を知らせるインジケーターランプの劣化状態が操縦士の誤操作を誘発させ、正常に機能している右エンジンを停止させたために飛行機は全ての推力を失い墜落した、と結論付けた。また、操縦士は飛行前日にモーリシャスから帰還したばかりであり疲労状態にあったことも明らかになった。
一方、ザンビア政府による航空事故の完全な報告書は公表されておらず、遺族らは政府に対して報告書を公表するように働きかけを行っている。

## 犠牲者
この飛行機事故により選手、指導者、関係者、記者、搭乗員を合わせて30人が犠牲となった。この中にはザンビアサッカー協会会長のマイケル・ムワペ、モスクワ五輪代表メンバーで監督のゴッドフリー・チタル、ゴールキーパーのデイヴィッド・チャバラやミッドフィールダーのダービー・マキンカをはじめとしたソウル五輪代表メンバーの6人、1992年にザンビア年間最優秀若手選手賞に選ばれたモーゼス・チクワラクワラらが含まれていた。代表メンバーのうち、フォワードのカルシャ・ブワルヤはオランダから直接セネガルへ向かい代表チームと合流する予定だったため 、ミッドフィールダーのチャールズ・ムソンダは所属クラブのRSCアンデルレヒトが怪我から復帰したばかりのムソンダの招集を拒否したために難を逃れた。
- リチャード・ムワンザ - ゴールキーパー、ソウル五輪代表
- デイヴィッド・チャバラ - ゴールキーパー、ソウル五輪代表
- ジョン・ソコ - ディフェンダー
- ホワイトソン・チャングウェ（英語版） - ディフェンダー
- ロバート・ワティヤケニ（英語版） - ディフェンダー
- サミュエル・チョンバ（英語版） - ディフェンダー、ソウル五輪代表
- ケナン・シマンベ（英語版） - ディフェンダー
- ウィンター・ムンバ（英語版） - ディフェンダー
- イーストン・ムレンガ（英語版） - ミッドフィールダー、ソウル五輪代表
- ダービー・マキンカ - ミッドフィールダー、ソウル五輪代表
- モーゼス・チクワラクワラ - ミッドフィールダー
- ウィズダム・ムンバ・チャンサ（英語版） - ミッドフィールダー、ソウル五輪代表
- ヌンバ・ムウィラ（英語版） - ミッドフィールダー
- ゴッドフリー・カングワ（英語版） - ミッドフィールダー
- ケルヴィン・ムタレ（英語版） - フォワード
- ティモシー・ムウィトワ（英語版） - フォワード
- モーゼス・マスワ（英語版） - フォワード
- パトリック・バンダ（英語版） - フォワード
- ゴッドフリー・チタル - 監督、モスクワ五輪代表
- アレックス・チョラ（英語版） - コーチ、モスクワ五輪代表
- マイケル・ムワペ - ザンビアサッカー協会会長

## 各国の反応
ザンビア
フレデリック・チルバ大統領は犠牲者を哀悼するため事故後から7日間喪に服すことを宣言し、ザンビア国営放送からは葬送曲が流された。長年にわたってザンビア代表の育成に力を入れていたカウンダ元大統領は事故の一報を聞き悲嘆に暮れたという。国民の間ではガボンの反政府組織や軍部が関与しザンビア代表を乗せた輸送機を撃墜したとの噂が流布し、同国に対して報復を求める声が高まった。
 ガボン
事故から4日後の5月1日に犠牲者の遺体がザンビアへ移送された際には、多くの市民が街頭に集まり弔意を示した。一方、事故対応のためにガボンの税金が使用されることに抗議する者もいた。

## 影響

### ザンビア代表
この事故により5月2日に予定されていた試合は8月7日に延期された。ザンビア代表は18人の選手を失ったものの、被害を免れたブワルヤを中心に国内外でプレーする選手を招集して新たに代表チームを再編しワールドカップ予選へ挑んだ。この時期からスタジアムでは弾丸を意味する「チポロポロ」という応援歌が歌われるようになり、代表チームの愛称も従来の「KKイレブン」から「チポロポロ」と呼ばれるようになった。
予選は3試合を終えた時点でザンビアが首位に立ち（2勝1引分け勝ち点5、得点6失点1得失点差+5）、2位のモロッコ代表（2勝1敗勝ち点4、得点5失点3得失点差+2）との最終戦での直接対決で勝つか引き分けるかでワールドカップ出場が決まる条件だった。しかし10月10日に敵地のカサブランカで行われた試合は0-1で敗れ、勝ち点1の差でワールドカップ出場を逃した。
翌1994年にチュニジアで行われたアフリカネイションズカップ1994では決勝進出を果たし、ナイジェリア代表と接戦を演じたが1-2で敗れ準優勝となった。1996年に南アフリカ共和国で行われたアフリカネイションズカップ1996では3位入賞を果たすと、エースのブワルヤはこの大会で5得点を挙げる活躍により得点王となった。しかし、その後はアフリカネイションズカップで上位進出することはなく、ワールドカップ予選においても予選敗退が続くなど、低迷期に入った。

### 国際関係
ザンビアとガボンの間では事故調査を巡って遺恨が残り、両国間の国民感情も悪化した。1993年10月10日に行われたワールドカップ出場をかけた試合の主審を担当したのがガボン出身の審判員ということもあり、この試合でザンビアが敗れるとガボン出身の審判員により不正が行われたとしてザンビアサッカー協会から国際サッカー連盟 (FIFA) に対し再試合を求める要請が行われたがFIFAはこれを却下。試合の結果に不満を持つファンによる抗議デモが行われたほか、副大統領のレヴィー・ムワナワサは陰謀が行われたとする演説を行った。
これらの経緯からザンビア国内では相手を侮辱する言葉として「ガボン」という単語が使用されるようになった。

## 遺族補償
ザンビア政府は2002年5月、事故により亡くなった選手や関係者の遺族に対し400万ドルの補償金を支払うことを発表した。400万ドルの金額は選手達が32歳まで現役を続けていたと仮定し、その間に得られた所得を考慮し算出されたものだった。また、補償金には選手らが55歳までコーチとして活動したであろうとの仮定に基づいた潜在的収入を含まれている。

## その後
2012年にガボンと赤道ギニアの2か国で開催されたアフリカネイションズカップ2012においてザンビア代表は1994年大会以来18年ぶりに決勝進出を果たしコートジボワール代表と対戦することになった。2月9日にザンビアサッカー協会会長のカルシャ・ブワルヤやザンビア代表の選手らが事故現場に近いリーブルヴィルの浜辺を訪れ犠牲者を追悼し、式典に参加したブワルヤ会長は次のように語った。
2月12日に行われた決勝戦は両チーム無得点のまま決着が付かずPK戦の末にザンビア代表がコートジボワール代表を下し大会初優勝を果たした。